# المقطار (مناخة)

تعديل مصدري - تعديل

المقطار هي إحدى قرى عزلة المغارب العليا بمديرية مناخة التابعة لمحافظة صنعاء، بلغ تعداد سكانها 297 نسمة حسب تعداد اليمن لعام 2004.